# Toray Pan Pacific Open 1981
Il Toray Pan Pacific Open 1981 è stato un torneo di tennis giocato sul sintetico indoor.
È stata la 6ª edizione del Toray Pan Pacific Open, che fa parte del WTA Tour 1981. Si è giocato al Tokyo Metropolitan Gymnasium di Tokyo, in Giappone, dal 14 al 20 settembre 1981.

## Campionesse

### Singolare
Ann Kiyomura ha battuto in finale  Bettina Bunge con il punteggio di 6–4, 7–5

### Doppio
- Doppio non disputato